# Sebastian Wartig
Sebastian Wartig (* 1989 in Dresden) ist ein deutscher Opern- und Konzertsänger (Bariton).

## Leben
Wartig war von 1998 bis 2008 Mitglied des Dresdner Kreuzchors. Er studiert seit 2008 bei Kammersänger Roland Schubert an der Hochschule für Musik und Theater „Felix Mendelssohn Bartholdy“ Leipzig, wo er sein Diplom ablegte und die Meisterklasse absolvierte. Seit der Spielzeit 2013/14 ist Wartig Mitglied im Ensemble der Semperoper Dresden.
2013 trat Wartig bei der von Rolando Villazón moderierten Fernsehsendung Stars von morgen auf.
Im Silvesterkonzert der Semperoper 2014 war er als Feri in der Operette Die Csárdásfürstin an der Seite von Anna Netrebko und Juan Diego Flórez zu hören. Das Konzert unter der Leitung von Christian Thielemann wurde im ZDF übertragen. Beim Silvesterkonzert des ZDF 2018, welches ebenfalls im ZDF übertragen wurde, trag Wartig als Dr. Falke in Die Fledermaus auf.

## Repertoire
Sein Opern-Repertoire umfasst unter anderem Colas (Bastien und Bastienne), Momus (Platée), Sid (Albert Herring), Graf (Die Hochzeit des Figaro), Papageno (Die Zauberflöte), Marullo (Rigoletto), Moralès (Carmen), Schaunard und Marcello (La Bohème), Vater (Hänsel und Gretel), Melot (Tristan und Isolde), Harlekin (Ariadne auf Naxos), Boris (Moskau, Tscherjomuschki), Frank und Fritz (Die tote Stadt), und Kaiser Overall (Der Kaiser von Atlantis). Darüber hinaus gestaltete er die Operetten-Partien Dr. Falke und Frank (Die Fledermaus) sowie Feri (Die Csárdásfürstin).
Zu Wartigs Oratorien-Repertoire gehören u. a. Johann Sebastian Bachs Weihnachtsoratorium und Johannespassion, Georg Friedrich Händels Utrechter Te Deum, Marc-Antoine Charpentiers Te Deum und Johannes Brahms’ Deutsches Requiem.

## Preise und Stipendien
- 2005, Jugend musiziert, 2. Platz (Bundesebene)
- 2008, Jugend musiziert, 2. Platz (Bundesebene)
- 2011, Albert-Lortzing-Wettbewerb, 1. Platz
- Stipendiat der Ad infinitum Gesellschaft des Freundeskreises der Hochschule für Musik und Theater Leipzig
- 2012, 16. Internationaler Robert-Schumann-Wettbewerb für Klavier und Gesang, 2. Platz (Gesang Herren)[7]
- 2013, Wettbewerb Neue Stimmen, Halbfinalist[8]
- 2013, Rudolf Mauersberger Stipendium der Stiftung Dresdner Kreuzchor[9]
- 2014, Bundeswettbewerb Gesang Berlin, 1. Platz[10][11]